# Marco Bayer
Marco Bayer (* 20. September 1972 in Uster) ist ein ehemaliger Schweizer Eishockeyspieler und heutiger Eishockeytrainer und -funktionär.

## Karriere
Marco Bayer begann seine Profikarriere beim HC Davos in der Nationalliga B. Bereits nach einer Saison wechselte Bayer zum EHC Chur. In seiner ersten Saison in Chur gelang der Aufstieg in die Nationalliga A, man stieg jedoch nach einer Saison gleich auch wieder ab. In dieser Saison wechselte er zum Zürcher SC. Nach zwei Jahren bei den Lions zog es Bayer weiter, zum Kantonsrivalen Kloten Flyers. 1999 folgte der Wechsel zum EV Zug. Nach zwei Jahren in Zug ging Marco Bayer zurück zu seinem Stammverein HC Davos. Jedoch schon nach einer Saison erfolgte der Wechsel zum HC Ambrì-Piotta. Nach drei Spielzeiten wechselte Bayer zu den Rapperswil-Jona Lakers. Nach drei Jahren am oberen Zürichsee setzte Marco Bayer seine Karriere bei den SCL Tigers fort. Nach zwei Saisons beendete Bayer 2009 seine Hockeykarriere.
Nach seinem Karriereende 2009 wurde Bayer Assistenztrainer von Christian Weber bei den SCL Tigers. Nach einer Saison wurde Weber entlassen und Bayer folgte ihm Ende der Saison zu den Rapperswil-Jona Lakers. Dort erhielt er einen Einjahresvertrag, wurde allerdings Anfang Februar 2011 zusammen mit Cheftrainer Christian Weber entlassen, nachdem die Mannschaft die Qualifikation zu den Playoffs verpasst hatte.
Ab der Saison 2015/16 war er beim SC Bern als Juniorentrainer angestellt, ehe er im November zum Assistenztrainer der Profimannschaft befördert wurde.
Später war er als Assistenztrainer von Christian Weber bei den Rapperswil-Jona Lakers in der National League A tätig. In der Saison 2017/18 war er Assistenztrainer bei den SCL Tigers. Am 1. August 2018 wurde Bayer Sportchef bei den SCL Tigers und hatte dieses Amt bis 2020 inne. Anschließend wurde er Nationaltrainer der Schweizer U20-Auswahl. Nach dem Rücktritt von Marc Crawford wurde er Ende Dezember 2024 zum neuen Cheftrainer der ZSC Lions ernannt.

## Erfolge und Auszeichnungen
- 1991 Aufstieg mit dem EHC Chur in die Nationalliga A
- 1995 Schweizer Meister mit den Kloten Flyers
- 1996 Schweizer Meister mit den Kloten Flyers
- 2016 Schweizer Meister mit dem SC Bern (als Assistenztrainer)
- 2025 Gewinn der Champions Hockey League mit den ZSC Lions (als Cheftrainer)
- 2025 Schweizer Meister mit den ZSC Lions (als Cheftrainer)